# 阿久根治子
阿久根 治子（あくね はるこ、1933年〈昭和8年〉 - 2013年〈平成25年〉）は、児童文学作家、童謡詩人。

## 人物
1933年（昭和8年）、名古屋市生まれ。
愛知県立女子短期大学（現・愛知県立大学）国文科にて、当時の学長、高木市之助に師事、上代日本文学を学ぶ。
1954年（昭和29年）に卒業後、約9年中部日本放送（
CBC）に勤務。担当は音楽係。勤務中より童話等を発表。1955年、アンデルセン生誕150年祭実行委員会に参加。
1961年（昭和36年）、「「モクモク町」のある1年」を発表、講談社50周年記念児童文学賞入選候補作となる。
1963年（昭和38年）、中部日本放送を退職、中日新聞に「ぼくとアリンコピチくん」など数十編を連載。
1964年（昭和39年）、心臓発作で倒れ、持病を抱えながら創作を続ける。
1969年（昭和44年）、「やまとたける」を発表、第16回産経児童出版文化賞を受賞。
1972年（昭和47年）、「つる姫」を発表。
1975年（昭和50年）、前年に赤座憲久らと毎日新聞に連載した「東海の民話」が出版され、「八百比丘尼」「怪力妻」「桜婆」「高蔵坊狐」「ぼたもちがギャアロになった」「老狐・小牧山吉五郎」「大池には主がおらっせる」「ヒノキの芽」「庄七さと狐」「亡霊蛍・おこんの墓」「猫ヶ原の鬼婆」「漁師の願かけ」が収録される（挿絵・水谷勇夫）。
1989年（平成元年）、「こどもの図書館」1989年6月号の「再販してほしい本４」に「やまとたける」が取り上げられる。
2003年（平成15年）、「つる姫」を日本舞踊家、花柳龍蘭が舞台化。
2004年（平成16年）、絶版となっていた「つる姫」がアンケートで高評価を得、福音館書店から復刊される。
2013年（平成25年）、逝去。遺族により、旧蔵資料が名古屋市に寄付され「文化のみち二葉館」に収蔵される。
2015年（平成27年）10月7日～11月11日、同館2階展示室にて企画展「阿久根治子－古事記に魅せられた女流作家」が開催された。

### 新聞
1. ↑  “瑞穂の日舞家龍蘭さんらけいこ熱心に　童話『つる姫』初の創作舞台化　名東の阿久根さん作　中区で13日公演”. 中日新聞. (2003年4月9日)
2. ↑  “ひと・仕事　作家・阿久根治子さん　戦乱、強く生きた『つる姫』復刊を喜ぶ”. 中日新聞. (2004ｰ09ｰ06)